# Магии и заклинания в „Хари Потър“
Магии и заклинания в „Хари Потър“ възникват в измисления магьоснически свят в едноименната поредица от книги на Дж. К. Роулинг. Магиите в Хари Потър се използват от много от героите за постигане на полезни ефекти без помощта на модерните технологии. Извършването на „магия“ в книгите се състои от жест, направен с пръчката на героя, заедно с изречено на глас или на ум заклинание. Имената на повечето магии или заклинания произхождат от класическите езици, най-вече латинския, но макар да приличат на латински думи с определено значение, те не са граматически правилни на самия латински език.
В „Хари Потър и Нечистокръвния принц“ за първи път е представена концепцията за безсловесни магии. В предходните книги от поредицата всяка магия е придружена от подходящо гласово заклинание, но опитните магьосници могат да не изричат заклинанието на глас. Съответно заклинанията, използвани за някои безсловесни магии в „Хари Потър и Нечистокръвния принц“ и „Хари Потър и даровете на смъртта“, не са известни. Не са известни и заклинанията за някои магии, които са описани единствено със своя резултат, но не и със заклинанието за извършването им.
Магиите са изброени тук заедно с техните заклинания,↑ както и с пояснение на действието им в скоби. Някои магии нямат известни заклинания – единствената препратка в текста е от неформалното име.

## А

### Акцио(Призоваващата магия)
Описание: Тази магия призовава предмет до този, който изрича магията.
Виждано/споменато: споменато за пръв път в Хари Потър и Огненият бокал, когато е използвано от Моли Уизли върху близнаците Уизли, за да конфискува техните „Магийки шегобийки на братя Уизли“ преди да тръгнат за Световната купа по Куидич. Хърмаяни също я използва, когато се опитва да научи тази магия по време на пътуването ѝ до Хогуортс с Хогуортс Експрес. По-късно в същата книга Хари използва тази магия, като призовава своята метла, за да завърши първото изпитание на Тримагическия турнир. Към края на книгата Хари призовава летекорд, който не може да достигне, за да избяга от Волдемор. B Ордена на Феникса Белатрикс Лестрендж се опитва да призове предсказанието от Хари. Също срещано и в Нечистокръвния принц и Даровете на Смъртта Хари се опитва да призове хоркрукса. Един от смъртожадните се опитва да вземе мантията Невидимка от Хари използвайки това заклинание, но не сработва.
Етимология: Латинската дума „accio“ означава „Призовавам“.

### Агуаменти(Заклинанието Агуаменти)
Описание: Магия, която причинява струя чиста вода от пръчката на магьосника.
Виждано/споменато: Видяно за първи път в Огнения бокал, когато Фльор загаси пламъка от кожата си „с малко вода от пръчката ѝ“. Също така в Хари Потър и орденът на феникса в края когато Дъмбълдор го използва срещу Волдемор. Използвано е и в Нечистокръвния принц, когато Хари се учи как да прави това особено заклинание в часа на професор Флитуик. По-късно Хари използва тази магия в опит да създаде вода за Дъмбълдор, която да изпие след като е изпил отровата на Волдемор и след това да изгаси пожара в колибата на Хагрид.
Етимология: Латинската дума „aqua“ (вода) комбинирана с „augmentum“ (увеличавам (се), усилвам (се)).

### Алохомора
Описание: Използвано за отваряне и/или отключване на врати, но ако вратите са омагьосани това заклинание няма ефект.
Виждано/споменато: Използвано в сериите, когато за първи път го прилага Хърмаяни в Хари Потър и Философският камък.
Етимология: Дж. К. Роулинг казва, че думата е от Западно Африкански Сидиски диалект и буквално означава Приятелски настроени към крадците

### Анапнео
Описание: Заклинание, което помага при задавяне на човек, като прочиства трахеята
Виждано/споменато: Показано в Хари Потър и Нечистокръвния принц, Хорас Слъгхорн) прави тази магия върху Маркус Белби, когато се задави.
Етимология: Гръцката дума „анапнео“, която означава „да си поема дъх“

### (Антиизмамно заклинание)
Описание: Използва се върху пергамент или перо, за да предотврати преписването на отговори.
Виждано/споменато: Споменато в Хари Потър и Философският камък и в Хари Потър и Ордена на Феникса, като с помощта на тази магия са омагьосани перата и изпитните листа по време на изпитите в Хогуортс.

### (Антимагипортиращо заклинание)
Описание: Предпазва от магипортация на дадено място
Виждано/споменато: С това заклинание е защитено училището за Магии и Вълшебства „Хогуортс“.

### Аресто Моментом
Описание: Магия за спиране на летящи предмети и хора.
Виждано/споменато: За пръв път се споменава в Хари Потър и стаята на тайните. Използвано е от Хърмаяни Грейнджър, когато професор Локхарт пуска пикситата в час по защита срещу черните изкуства.

### (Проклятието на Антонин Долохов)
Описание: Това проклятие причинява сериозни вътрешни щети, но не показва външни симптоми. Изхвърля ивица от лилави пламъци. То не е невебрално, въпреки че Хари не може да го чуе, защото Хърмаяни е използвала магията за мълчание Силенцио върху Долохов.
Виждано/споменато: Видяно единствено в Ордена на Феникса, тази магия е направена три пъти от Антонин Долохов по време на битката между смъртожадните, членовете на Войнството на Дъмбълдор и Министерството на Магията

### Апарециум
Описание: Разкрива невидимо мастило
Виждано/споменато: Първо в Хари Потър и Стаята на тайните, когато Хърмаяни се опитва да разкрие мастилото от дневника на Том Ридъл.
Бележки: Вижте също Специалис ревелио
Етимология: Латинската дума „appareo“, която означава „да стана видим, да се появя“.

### Авада Кедавра(Смъртоносно проклятие)
Описание: Причинява моментална, безболезнена смърт на този, върху когото е насочено проклятието. Тази магия е част от трите непростими проклятия. Няма контрапроклятие или метод за блокиране на това заклинание; обаче ако някой пожертва живота си за някого другиго, човекът, който е спасен няма да се сблъска с нежелани ефекти от никое проклятие от определен човек (н.п, когато Лили Потър пожертва живота си за Хари Потър в ръцете на Волдемор Хари става неподатлив на проклятия причинени от Волдемор). Едно от трите Непростими проклятия.
Оцелели: Единствено двама са хората, които са оцелели след смъртоносното проклятие – Хари Потър и Волдемор, който е спасен заради хоркруксите си. Хари е бил уцелван два пъти директно. Фениксите също оцеляват след прилагането на смъртоносното проклятие. Те изгарят в пламъци и после се раждат отново в пепелта.
Виждано/споменато: Първо изречено (не по име) в началото на първата книга, когато Хари пристига в къщата на сем. Дърсли. Почти изречено от Луциус Малфой в края на втория филм. Видяно за първи път в Хари Потър и Огненият бокал срещу мъгъла Франк Брайс и след това във всяка следваща книга.
Етимология: В интервю по време на Книжния фестивал в Единбург (15 април 2004) Роулинг казва: „Някой знае ли откъде дойде „Авада Кедавра“? Това е на арамейски език и е оригиналното на „Абракадабра“, което означава „нека нещото бъде разрушено“. Първоначално е използвано за лекуване на болести и „Нещото“ е било болестта, но аз реших да направя „нещото“ да бъде човекът, който седи пред мен. Използвам много свобода и въображение с неща, като това. Завъртам ги както аз реша.“

### Авис
Описание: Магия, при която от върха на магическата пръчка излитат птички. Когато е комбинирано заедно с Опунго може да се използва в защита.
Виждано/споменато: Показано в Огненият бокал направена от г-н Оливандър, за да тества пръчката на Виктор Крум. В Нечистокръвния принц използвана от Хърмаяни заедно с Опунго, за да накара птичките да нападнат Рон.
Етимология: От лат. „avis“ – птица.

## В

### Вера Верто
Описание: Магия за трансфигурация на животни във водни бокали.
Виждано/споменато: В Хари Потър и Стаята на Тайните в часа по трансфигурация. Използвано е от професор Макгонагол.

### Вцепени се
Описание: Поставя жертвите в безсъзнателно състояние. Появява се със струя от синя светлина.
Етимология: От англ. „stupify“ (замайвам, вцепенявам).
Виждано/споменато: В „Хари Потър и Орденът на Феникса“ в Министерството на магията, когато смъртожадните атакуват „Войнството на Дъмбълдор“ – Хари, Рон, Хърмаяни, Невил и Луна използват това заклинание, както и МНОГО други за да се спасят от поддръжниците на Волдемор.

## Г

### Геминио
Описание: Прави дубликат на предмета върху който е направено заклинанието.
Етимология: От лат. gemino – да удвоя
Използвано: В банката Гринготс.

### Глисео
Описание: Изравнява стъпалата на стълбище и то се превръща в пързалка.
Етимология: От фр. glisser – плъзгам се.

## Д

### Дефодио
Описание: Може да изкопава или издълбава материали като камък, стомана и т.н.
Виждано/споменато: В Хари Потър и Даровете на Смъртта направено от Хари, Рон и Хърмаяни излизайки от тунелите на „Гринготс“.
Етимология: Латински глагол, който означава „да изкопая“

### Дензаугео
Описание: Кара зъбите да се уголемяват
Виждано/споменато: В Хари Потър и Огненият Бокал, когато Драко Малфой го използва срещу Хармаяни.
Етимология: От лат. dens – зъби и augeo – сгъстявам се, заплитам се

### Делетриус
Описание: Прекратява ефекта от Приори Инкантатем.
Етимология: От лат. delere – изтривам. От тази латинска дума идва и английската „delete“ (трия, изтривам).

### Денсоджио
Описание: Кара зъбите да се уголемяват
Виждано/споменато: В Хари Потър и Огнения Бокал, когато Драко Малфой го използва срещу Хармаяни.
Етимология: От лат. dens – зъби и augeo – сгъстявам се, заплитам се

### Дисендо
Описание: Кара нещата да потъват.
Виждано/споменато: В Хари Потър и Даровете на Смъртта;
Етимология: Правилен латински глагол „descendo“, означава „да потъне“.

### Дифиндо
Описание: Реже или разкъсва предмети.
Етимология: От лат. diffindo – „разделям“.

### Дуро
Описание: Кара предмети да се вкаменяват
Виждано/споменато: В Хари Потър и Даровете на Смъртта направено от Хърмаяни, докато бягат от смъртожадните в Хогуортс.
Етимология: От лат. duro – „правя нещо твърдо“

## Е

### Енгорджио
Описание: Уголемява даден предмет.
Виждано/споменато: В Хари Потър и Огнения бокал направено от Барти Крауч-младши в часа по защита срещу черните изкуства, представящ се за Лудоокия Муди.

### Епискей
Описание: Използва се за лекуване на малки наранявания. Когато това заклинание е насочено срещу човек, той усеща нараненото място да става много горещо, след това много студено.
Виждано/споменато: В „Хари Потър и Нечистокръвния принц“, когато Луна Лъвгуд оправя счупения нос на Хари от Драко Малфой.
Етимология: От гр. episkeu – „поправяне“.

### Еректо
Описание: Използва се да издигне нещо (н.п. – палатка).
Виждано/споменато: В Огненият бокал и в Даровете на Смъртта използвана от Хърмаяни и Хари.
Етимология: От лат. erectus – „изправено“

### Еванеско
Описание: Кара предмета да изчезне.
Виждано/споменато: От Сивиръс Снейп в Стаята на тайните
Етимология: От лат. evanesco – „да изчезне“.

### Експекто Патронум
Описание: Призовава покровител, който защитава от диментори.
Виждано/споменато: За първи път в Затворникът от Азкабан.
Етимология: От лат. Expecto Patronum – „Очаквам защитник“

### Експелиармус (Обезоръжаваща магия)
Описание: Обезоръжава противника като избива магическата пръчка от ръцете му.
Етимология: От лат. expellere – „да се оттласне“ и arma, което означава „оръжие“

### Експулсо
Описание: Взривява обекта, с който се сблъска.
Етимология: От лат. expulso – „да се взриви“

## И

### Импедимента
Описание: Това мощно заклинание е способно да причини спъване, замразяване и като цяло възпрепятстват противника. Степента, до която могат да бъдат контролирани от този, който е направил заклинанието, не е ясна. Ако се прекали с това заклинание, ефекта му отминава.
Виждано/споменато: В Огненият бокал, когато Хари го практикува за третото изпитание. Също така е използвано и от Мадам Хуч, за да предотврати боя между Хари и Драко. Също видяно към края на Орденът на Феникса, когато Хари се бие със смъртожадните.
Етимология: От лат. impedimentum (мн.ч, impedimenta) – „пречка, спънка, препятствие)“

### Империо (Проклятието Империус)
Описание: Подчинява жертвата. Чувството да бъдеш под това проклятие е описано като изцяло, прекрасно освобождение от всякакъв вид отговорност или тревога. Да се съпротивиш срещу този ефект от проклятието е невъзможно, няколко са хората, които са успели да се съпротивят успешно, включително и Хари. Това е едно от Непростимите проклятия.
Виждано/споменато: Споменато за първи път (не по име) в първата книга, когато Рон казва на Хари, че по време на първата война Луциус Малфой твърди, че е бил под действието на това проклятие. За първи път видяно в Огненият бокал направено от Барти Крауч – Младши (представяйки се за Лудоокия Муди) върху паяк. По-късно срещано и в книгата, когато Барти Крауч – Младши, преструвайки се за проф. Муди, го използва върху учениците, за да види дали ще могат да се съпротивляват.
Етимология: От лат. imperare „да заповядаш, заповед“. Imperium означава „команда“ или „владение“, а imperio – „с власт“. Imperius, обаче не е латинска дума.

### Импервиус
Описание: Това заклинание кара нещо да се отблъсне, вкл. вода.
Виждано/споменато: Използвано от Хърмаяни в Затворникът от Азкабан върху очилата на Хари, за да отблъсква дъжда от очилата на му докато играе куидич. По-късно използване от целия отбор по куидич „Грифиндор“ в Орденът на Феникса. Също така използвано и в Даровете на Смъртта от Рон, за да предпази предметите в офиса на Яксли, а по-късно направено и от Хърмаяни в опит да предпази Хари, Рон и Грипкук в трезора на Лестрендж.
Етимология: От лат. impervius – „непроходим“.

### Инкарцерус
Описание: Завързва някого за дебели, здрави въжета.
Виждано/споменато: в Затворникът от Азкабан направено от Лупин и в Огнения бокал, когато Петигрю завръзва Хари за гроба на Том Ридъл. Чуто е за първи път в Орденът на Феникса, в битката на Долорес Ъмбридж с кентаврите.
Етимология: От англ. incarcerate – „затварям, хвърлям в затвора“ или „държа в затвор“, заедно с латинската дума carcer – „затвор“.

### Инсендио
Описание: Измагьосва пожар.
Виждано/споменато: За първи път в Хари Потър и Философският камък, когато Хагрид измагьосва пожар от края на чадъра си в малката къща на сем. Дърсли. В Нечистокръвния принц това заклинание е използвано няколко пъти в битката или когато колибата на Хагрид е подпалена.
Етимология: Деформирано от латинската дума incendo, която означава „да запаля“.

## К

### Колопортус
Магия за запечатване на врати.

### Круцио (Проклятието Круциатус)
произход: Круцио, круциос или круциатос, произлиза от [kruqio]
. описание:Това е заклинание от поредицата „Хари Потър“ за измъчване без ножове и отрови. То действа като повдига във въздуха нещото и преплита краката и ръцете отзад на гърба. Едно от непростимите проклятия.За първи път се използва в филма "Хари Потър и огнинят бокал",когато един от професорите показва на учениците Трите непростими проклятия,а също така в същия филм Белатрикс заплашва Хари,че ще го използва върху него.
Конфундус
Заблуждаваща магия. За първи път е спомената в „Хари Потър и затворникът от Азкабан“, а първото ѝ използване в поредицата е от Хърмаяни Грейнджър в „Хари Потър и Нечистокръвния принц“ по време на пробите за пазач по куидич на дома „Грифиндор“.

## Л

### Лумос
Описание: Магия, при която от върха на пръчката излиза ярка светлина.Магия за светлина като фенерче.
Произход:От латински език "lum,lux" означават светлина.
Бележки : Може да се използва на телефоните с Google assistant,като го кажете светва фенерчето.

### Уингардиум Левиоса
Описание: Магия за повдигане във въздуха даден предмет.
Може да се използва и само Левиоса,като за първи път е използвано в "Хари Потър и философският камък" от Хърмаяни,като показва на Рон как се произнася.

### Локомотор
Описание: мести неодушевени предмети
Етимология: от лат. locus – място, movere – движа

### Ланглок
Описание: пречи на другия човек (или полтъргайст) да говори

## Н

### Нокс
Описание: Противодействаща на лумос.
Виждано/споменато: Използвана 3 серия когато професор Снейп хваща Хари,а Хари в същия момент е с картата,дадена от близнаците Уизли,където може да видиш всеки къде е в момента.

## О

### Опугно
Описание: Магия за нападение, съчетаваща се с авис.

### Орхидеус
Описание: От върха на пръчката излиза букет цветя.
Виждано/споменато: Оливандър използва тази магия като проверка на пръчките преди Тримагическият турнир.

### Обливиате
Описание: Магия за забрава или пренастройване на паметта.
Виждано/споменто: за пръв път: В „Хари Потър и Стаята на тайните“, когато Гилдрой Локхарт я използва в опит да накара Рон и Хари да забравят за случилото се. В „Хари Потър и даровете на смъртта“ Хармаяни я използва, за да накара родителите си да я забравят, а Хари я използва срещу смъртожадните, които ги нападат в Тотнъм.
Етимология: от лат. oblivio – забрава.

## П

### Петрификус Тоталус
Описание: Магия за тотално тяловкочанясване.

### Портус
Описание: Магия, която прави даден предмет летекод.

### Протего
Описание: Магия за невидим щит, който предпазва от някои по-леки проклятия.

## Р

### Репаро
Описание: Поправя счупен предмет.
Виждано/споменато в Хари Потър и затворникът от азкабан

### Редукто
Описание: Обездейства проклятие изпратено по предмет.

### Ридикулус
Описание: Магия обезвреждаща богърт. Магия за представяне на нещо,от което те е страх в нещо забавно.

## С

### Сонорус
писание: Магия за усилване на гласа.

### Сектумсемпра
Описание: Причинява дълбоки рани, като с нож.
Виждано/споменато: За пръв път в „Хари Потър и Нечистокръвня принц“ от Хари срещу  Драко Малфой.

## Х

### Хомунум ревелио
описание: проверява дали има други хора в помещението 

Виждано:''Хари потър и даровете на смартта'' Хърмаяни проверява дали има други хора в ордена на феникса